# Ambassade du Niger en France
L'ambassade du Niger en France est la représentation diplomatique de la république du Niger en République française. Elle est située à Paris et son ambassadeur est, depuis 2021, Aïchatou Kané Boulama.

## Ambassade
L'ambassade est située rue de Longchamp dans le 16e arrondissement de Paris.

## Consulats
Le Niger dispose également de quatre consulats honoraires en France : à Bordeaux, Lyon, Marseille et Metz.

## Liste des ambassadeurs

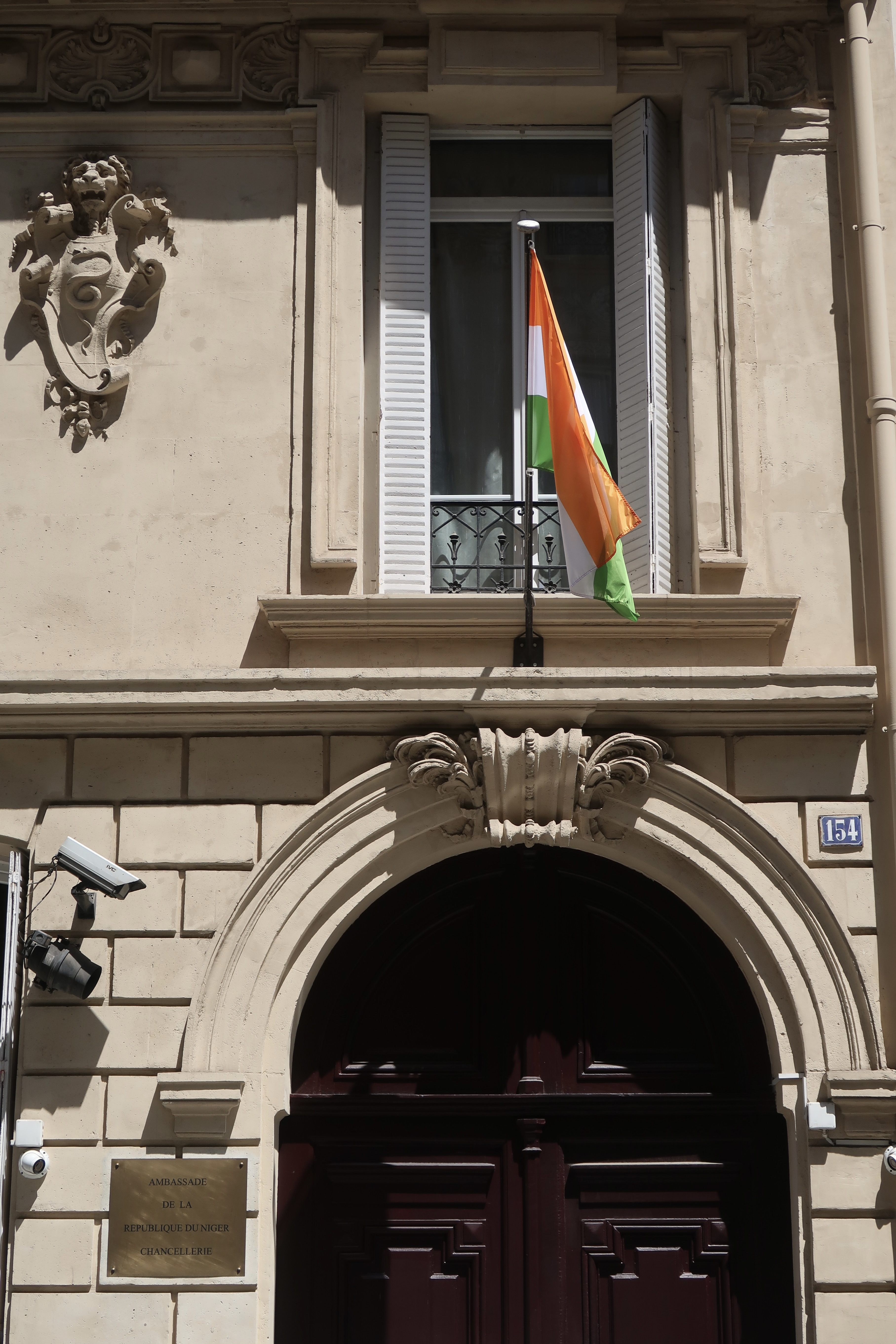
Détail.

| Date de nomination                                                       | Date de nomination                                                       | Date de remise des lettres de créance                                    | Date de remise des lettres de créance                                    | Diplomate                                                                |
| En qualité d'ambassadeurs extraordinaires et ministres plénipotentiaires | En qualité d'ambassadeurs extraordinaires et ministres plénipotentiaires | En qualité d'ambassadeurs extraordinaires et ministres plénipotentiaires | En qualité d'ambassadeurs extraordinaires et ministres plénipotentiaires | En qualité d'ambassadeurs extraordinaires et ministres plénipotentiaires |
| ------------------------------------------------------------------------ | ------------------------------------------------------------------------ | ------------------------------------------------------------------------ | ------------------------------------------------------------------------ | ------------------------------------------------------------------------ |
|                                                                          |                                                                          | ?                                                                        |                                                                          | Amadou Seydou                                                            |
| 21 avril 1981                                                            | [ 2 ]                                                                    | ?                                                                        |                                                                          | Arouna Mounkaïla                                                         |
| 15 novembre 1983                                                         |                                                                          | ?                                                                        |                                                                          | Saley Habou                                                              |
| ?                                                                        |                                                                          | 5 avril 1990                                                             | [ JORF 1 ]                                                               | Yacouba Sandi                                                            |
| ?                                                                        |                                                                          | 9 janvier 1997                                                           | [ JORF 2 ]                                                               | Mariama Hima                                                             |
| ?                                                                        |                                                                          | 9 octobre 2002                                                           | [ JORF 3 ]                                                               | Adamou Seydou                                                            |
| ?                                                                        |                                                                          | 15 janvier 2010                                                          | [ JORF 4 ]                                                               | Abderahamane Mayaki Assan                                                |
| ?                                                                        |                                                                          | 8 décembre 2015                                                          | [ JORF 5 ]                                                               | Ado Elhadji Abou                                                         |
| ?                                                                        |                                                                          | 22 juillet 2022                                                          | [ JORF 6 ]                                                               | Aïchatou Kané Boulama                                                    |